# 10975 Schelderode
10975 Schelderode eller 2246 T-2 är en asteroid i huvudbältet som upptäcktes den 29 september 1973 av den nederländsk-amerikanske astronomen Tom Gehrels och det nederländska astronomparet Ingrid van Houten-Groeneveld och Cornelis Johannes van Houten vid Palomarobservatoriet. Den är uppkallad efter byn Schelderode.
Asteroiden har en diameter på ungefär 3 kilometer.